# Каменка (приток Горетовки)
Ка́менка — малая река в России, в районе Крюково города Зеленограда, левый приток Горетовки. Речное русло на некоторых участках заключено в подземный коллектор. Название реки указывает на каменистое русло. На левом берегу находится деревня Каменки, на правом — Кукуевка. Правым притоком реки является ручей Кукуевская балка. В долине Каменки расположены многочисленные родники.
Длина реки с временным водотоком в верховьях составляет 4,5 км, в открытом русле сохранилась на протяжении одного километра. В книге Юрия Андреевчича Насимовича «Реки, озёра и пруды Москвы» указано, что исток Каменки находился в 750 метрах к северо-западу от пересечения улиц Андреевка и Логвиненко. Далее река протекала на юго-восток через 14-й микрорайон Зеленограда. На современных картах Каменка вытекает из Михайловского пруда в 15-м микрорайоне. Далее водоток пересекает 16-й микрорайон, где проходит через Нижний Каменский пруд. Устье реки расположено в 100 метрах к юго-востоку от южной окраины 17-го микрорайона.